# Primer gobierno de Martínez Barrio
El primer gobierno de Martínez Barrio fue un ejecutivo español formado por una coalición de centro-izquierda que ejerció sus funciones en 1933, durante la Segunda República. Fue presidido por el político radical Diego Martínez Barrio con el encargo de disolver las Cortes y celebrar nuevas elecciones. Celebró unos comicios que diversos historiadores consideran los más limpios celebrados hasta entonces en España y que supusieron un claro giro hacia la derecha, rechazó las peticiones de algunos políticos de izquierda de ignorar el resultado y reprimió una insurrección anarcosindicalista. Una vez concluida su misión, dio paso a un nuevo gobierno de centro-derecha presidido por el también radical Alejandro Lerroux.

## Antecedentes
La derrota del gobierno izquierdista de Manuel Azaña en las elecciones para el Tribunal de Garantías Constitucionales del 3 de septiembre de 1933 fue interpretada por muchos como la constatación de que el Parlamento no reflejaba ya la correlación de fuerzas realmente existente, tal como venía diciendo la oposición. El Presidente Alcalá-Zamora retiró la confianza a Azaña y el 8 de septiembre encargó a Alejandro Lerroux la formación de un nuevo ejecutivo. Tras vencer diversas dificultades, Lerroux formó el día 12 un gobierno de coalición de diversos partidos republicanos sin la participación del Partido Socialista Obrero Español (PSOE). Sin embargo, la actitud desafiante de Lerroux en su discurso del 2 de octubre ante las Cortes hicieron que estas —incluidos los socios del gobierno salvo el Partido Republicano Radical (PRR) del propio Lerroux y el mermado Partido Republicano Radical Socialista (PRRS)— apoyaran una moción de desconfianza presentada por el PSOE, lo que supuso la caída del ejecutivo. Es posible que el líder radical quisiera obtener del presidente de la República el encargo celebrar nuevas elecciones, pero aunque Alcalá-Zamora decidió que había que disolver las Cortes no fue Lerroux el encargado de organizar los comicios.
El PSOE había ido modificando su programa reformista de los primeros tiempos de la República. La presión de la Confederación Nacional del Trabajo (CNT), la impaciencia respecto a los resultados de sus reformas legislativas y, particularmente, los sucesos de Casas Viejas, impulsaron la radicalización de un sector del partido. Aunque Indalecio Prieto defendía la continuidad en el gobierno, Julián Besteiro y Francisco Largo Caballero —desde posiciones antagónicas— eran partidarios de pasar a la oposición. Largo defendía posiciones cada vez más claramente revolucionarias pero, a pesar de ello, se sintió muy ofendido cuando los socialistas fueron excluidos del gobierno de Lerroux.

## Intentos fallidos
El artículo 75 de la Constitución permitía al presidente de la República nombrar libremente al Presidente del Gobierno, salvo «que las Cortes les negaren de modo explícito su confianza». El PSOE interpretaba que este precepto impedía que Alcalá-Zamora propusiera como jefe de gobierno a cualquiera de los ministros del cesado ejecutivo lerrouxista. Sin embargo, el presidente no compartía esta opinión. Renunció a proponer de nuevo a  Lerroux y encargó la formación de gobierno al independiente Felipe Sánchez-Román, pero desistió porque este insistía en no incluir ministros catalanes. A continuación hizo el encargo a otro independiente: el antiguo ministro de la monarquía José Manuel Pedregal, que ni siquiera era parlamentario y que fue rechazado por las dos fracciones en que se había dividido el PRRS. En tercer lugar, el presidente confió la misión al también independiente Gregorio Marañón. Este encontró el obstáculo de que el Partido Republicano Radical Socialista Independiente (PRRSI) de Marcelino Domingo exigía la participación del PSOE en el gobierno mientras que el PRR de Lerroux se oponía tajantemente, por lo que también renunció. Otro independiente que fue tanteado fue Adolfo González Posada, con idéntico resultado. De esta forma, los intentos del presidente de encargar la celebración de las elecciones a un independiente fracasaron por la oposición de los partidos, tanto los republicanos de izquierda como el radical.

## La formación del gobierno

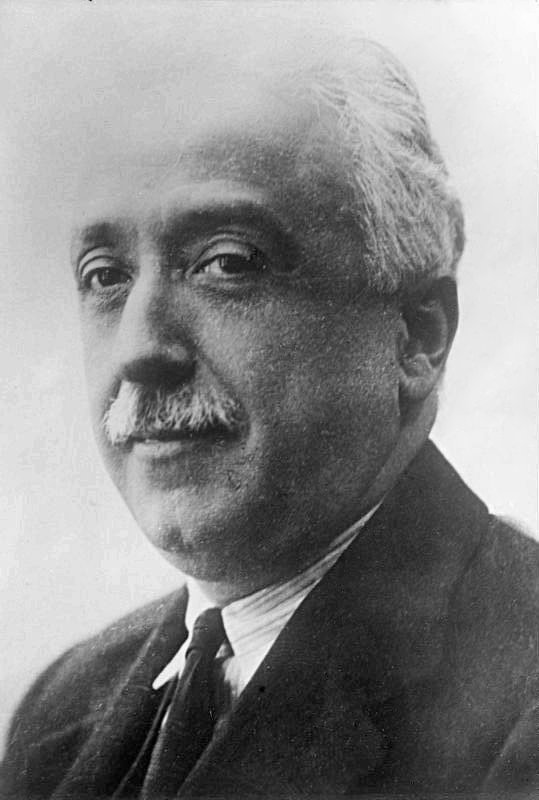
Tras fracasar con cuatro independientes, Alcalá-Zamora propuso al radical Martínez Barrio como jefe de gobierno.

Tras cuatro intentos fallidos, el presidente renunció a proponer a otro independiente y volvió a intentar un gobierno encabezado por un radical. Pero, puesto que Lerroux había sido rechazado por las Cortes, recurrió al número dos del partido: Diego Martínez Barrio. Este se encontró con que Azaña (Acción  Republicana) y Marcelino Domingo (PRRSI) exigían la participación del PSOE en el nuevo gobierno. Como el Partido Radical se oponía a la presencia socialista, ambos líderes propusieron al candidato visitar a Lerroux en su domicilio. Ya entrada la noche, el líder radical los recibió y, quizá por no parecer intransigente, aceptó contar con los socialistas como socios de gobierno. A continuación, Azaña visitó al socialista Indalecio Prieto para ofrecerle la vuelta al gobierno, pero los socialistas rechazaron dicha posibilidad invocando su propia interpretación del artículo 75 de la Constitución, según la cual Martínez Barrio no podía presidir el gobierno por haber sido ministro en el ejecutivo rechazado por el parlamento. Azaña pidió a Prieto que expusiera por escrito su rechazo, pero este no lo hizo. Podría parecer que el motivo era la avanzada hora —las cinco de la madrugada para entonces— pero posteriormente los socialistas se quejaron públicamente de que habían sido expulsados del gobierno, lo que escandalizó a Azaña. De esta manera, el camino quedó despejado para un ejecutivo de coalición entre partidos republicanos sin participación socialista. Este fue integrado por tres ministros radicales, tres radicales socialistas -uno de ellos del PRRS, otro del PRRSI y un tercero no adscrito a ninguna de las dos fracciones-, uno de Acción Republicana, otro de Izquierda Radical Socialista (IRS), uno de la Esquerra Republicana de Catalunya (ERC), otro del Partido Republicano Gallego (PRG) de Casares Quiroga y otro del Partido Republicano Progresista (PRP) creado por el propio Alcalá-Zamora. Además había dos ministros independientes, uno de ellos Rico Avello en el Ministerio de la Gobernación para asegurar la imparcialidad del proceso electoral. Varios de los nombres del gobierno anterior se repetían en este, pero muchos radicales se sintieron molestos por la ausencia de su líder. El 9 de octubre se publicó en la Gaceta de Madrid el nombramiento del nuevo gobierno y al día siguiente se publicó el decreto de disolución de las Cortes constituyentes.
Años más tarde Lerroux acusó a Alcalá-Zamora de conspirar contra él al designar a Martínez Barrio, pero lo cierto es que en aquel momento no puso objeción alguna al nombramiento, mostró una total confianza en su segundo y transigió al aceptar la participación de los socialistas en el gobierno. Lo importante era que el gobierno encargado de organizar las elecciones iba a estar presidido por un radical. Y, aunque el poder del ejecutivo ya no era tan grande como en la época de la Restauración, su capacidad para influir en el resultado a través de los gobernadores civiles seguía siendo notable. El Partido Radical preveía una espléndida victoria en las urnas obteniendo unos 170 puestos en las Cortes y convirtiéndose en la primera fuerza política por delante de la derecha.

## Composición
El gobierno quedó compuesto por las siguientes personas:
| Cartera                            |  | Nombre | Partido                                                             |
| ---------------------------------- |  | --- | ------------------------------------------------------------------- |
| Presidente                         |  | Diego Martínez Barrio Sevilla, 1883                                                                                | Partido Republicano Radical                                         |
| Estado                             |  | Claudio Sánchez-Albornoz y Menduiña Madrid, 1893                                                                   | Acción Republicana                                                  |
| Justicia                           |  | Juan Botella Asensi (hasta el 29 de noviembre de 1933) Alcoy (Alicante), 1884 Domingo Barnés Salinas Sevilla, 1879 | Izquierda Radical Socialista Partido Republicano Radical Socialista |
| Guerra                             |  | Vicente Iranzo Enguita Cella (Teruel), 1889                                                                        | Independiente                                                       |
| Marina                             |  | Leandro Pita Romero Ortigueira (La Coruña), 1898                                                                   | Partido Republicano Gallego                                         |
| Hacienda                           |  | Antonio Lara Zárate Santa Cruz de Tenerife, 1881                                                                   | Partido Republicano Radical                                         |
| Gobernación                        |  | Manuel Rico Avello Villanueva de Trevías (Asturias), 1886                                                          | Independiente                                                       |
| Obras Públicas                     |  | Rafael Guerra del Río Las Palmas de Gran Canaria, 1885                                                             | Partido Republicano Radical                                         |
| Instrucción Pública y Bellas Artes |  | Domingo Barnés Salinas Sevilla, 1879                                                                               | Partido Republicano Radical Socialista                              |
| Trabajo                            |  | Carles Pi i Sunyer Barcelona, 1888                                                                                 | Esquerra Republicana de Catalunya                                   |
| Industria y Comercio               |  | Félix Gordón Ordás León, 1885                                                                                      | Partido Republicano Radical Socialista                              |
| Comunicaciones                     |  | Emilio Palomo Aguado Santa Cruz de la Zarza (Toledo), 1898                                                         | Partido Republicano Radical Socialista Independiente                |
| Agricultura                        |  | Cirilo del Río Rodríguez Castellar de Santiago (Ciudad Real), 1892                                                 | Partido Republicano Progresista                                     |

## Las elecciones

### La campaña
El gobierno levantó las restricciones a la propaganda política que había impuesto el ejecutivo de Azaña a principios de año, lo que incrementó la libertad de expresión. Un ejemplo de ello fue la celebración de lo que se considera el acto fundacional de Falange Española, un mitin celebrado el 29 de octubre en el Teatro de la Comedia en el que hablaron José Antonio Primo de Rivera, Julio Ruiz de Alda y Alfonso García Valdecasas. El evento se celebró bajo protección policial y sin ningún incidente.

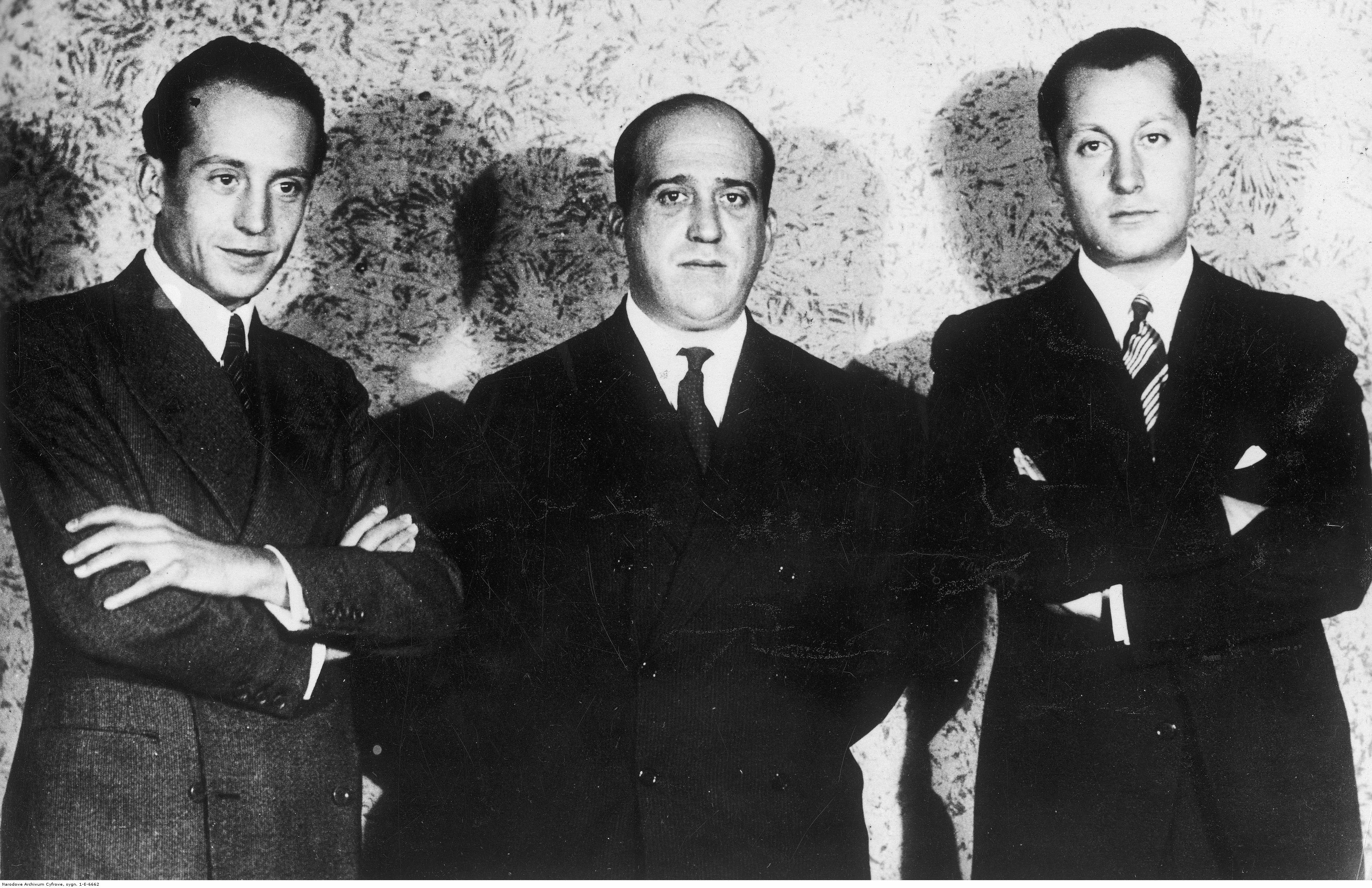
La mayor libertad que dio el Gobierno permitió celebrar el mitin fundacional de Falange Española, en el que intervinieron Alfonso García Valdecasas, Julio Ruiz de Alda y José Antonio Primo de Rivera.

Las elecciones de noviembre de 1933 se rigieron por una ley electoral aprobada en julio, durante el tercer gobierno de Azaña. Además de añadir el derecho de sufragio femenino, se mantenía básicamente el sistema electoral mayoritario ya aplicado en 1931. Las circunscripciones electorales eran las provincias y las ciudades de más de 150.000 habitantes, lo que las reducía en número respecto a 1931. Las listas eran abiertas y cada elector podía votar a un número de candidatos inferior al de puestos a cubrir, de forma que quedara una pequeña representación para la minoría. Para ser elegido en primera votación había que obtener el 40% de los votos. Los puestos que no quedaban cubiertos pasaban a una segunda ronda a la que podían concurrir todos aquellos candidatos que hubieran recibido el 8% de los votos. La intención de Azaña era impulsar la unión de las izquierdas; si esta no se obtenía en la primera vuelta, confiaba en que la necesidad obligaría a alcanzarla en la segunda. Las advertencias de Alcalá-Zamora en el sentido de que el sistema favorecería a las derechas no republicanas fueron desestimadas.
Azaña confiaba en que el PSOE apoyara esa unión de las izquierdas, pero los socialistas estaban ya embarcados en un intento de hacerse con el poder en solitario y solo pactaron con los republicanos en algunas circunscripciones. Por su parte, a pesar de que algunos republicanos —como el ministro de Estado Sánchez-Albornoz— propugnaban que la coalición gubernamental fuera también electoral, lo cierto es que los republicanos se presentaron divididos. Azaña no hizo ningún esfuerzo para establecer pactos con los radicales de Lerroux, lo que dejó a los republicanos de izquierda tremendamente expuestos al riesgo de una dura derrota electoral.
Por su parte, las derechas se presentaron unidas en un Frente Único de Derechas liderado por la Confederación Española de Derechas Autónomas (CEDA) de Gil Robles e integrado también por Renovación Española, Comunión Tradicionalista, Liga Catalana y el grupo que se convertiría poco más tarde en el Partido Agrario. Con el apoyo de la Iglesia católica y los sectores económicamente poderosos utilizó de manera masiva novedosos métodos de propaganda.
En cuanto al Partido Radical, no llegó a formar ninguna alianza orgánica, pero estableció unos eficaces acuerdos locales. Sus relaciones con los republicanos de izquierda eran peores que nunca. Algo mejores eran sus relaciones con la derecha no republicana, a la que aspiraba a integrar en el sistema político. Para competir con este sector, el PRR había incorporado a sus filas al exministro de la monarquía Santiago Alba, una muestra de su intento de ampliar la base republicana. El partido pactó en general con los pequeños partidos republicanos conservadores. Sus pactos locales con la derecha no republicana o con los republicanos de izquierdas respondían a la intención de enfrentarse a candidaturas fuertes del PSOE o de la derecha, según los casos. En casi la mitad de las circunscripciones se presentó en solitario, lo que era fruto de su fuerte implantación —caso de Zaragoza— o de su debilidad —caso de Barcelona—.
A dos semanas de las elecciones se produjo un hecho que creó tensiones dentro del gobierno. El empresario mallorquín Juan March —recientemente elegido vocal del Tribunal de Garantías Constitucionales— se fugó de la prisión de Alcalá de Henares después de sobornar al director y al oficial de guardia.

### Las votaciones

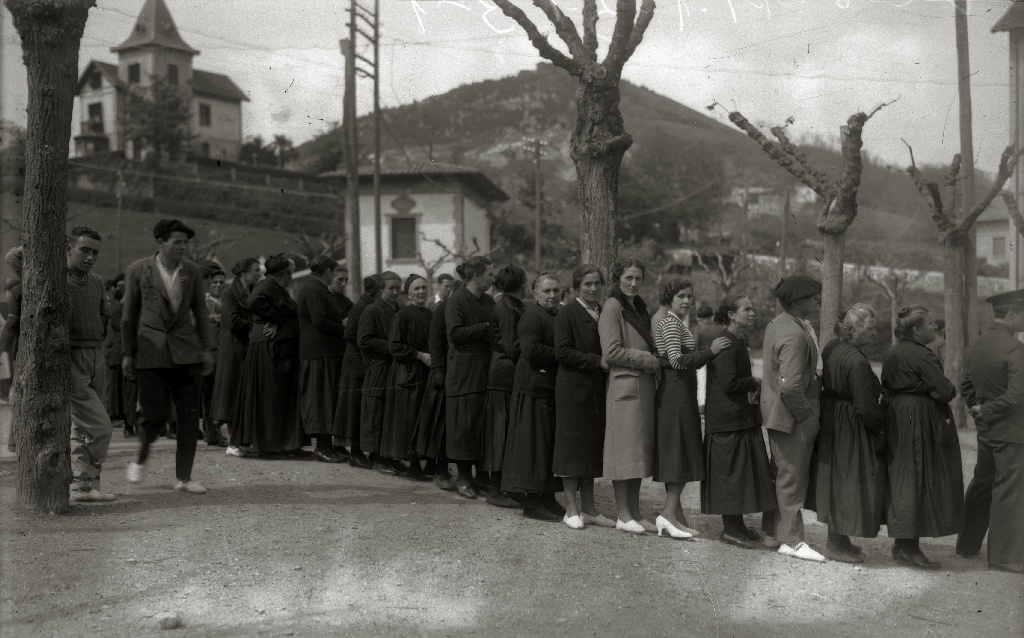
Algunos líderes izquierdistas culparon al voto femenino de su derrota.

El domingo 19 de noviembre se celebró la primera vuelta de las elecciones. Contrariamente a lo que había supuesto Azaña, fue determinante. El ochenta por ciento de los escaños quedaron cubiertos. Los partidos de derecha experimentaron un fulgurante avance, el PSOE sufrió un considerable retroceso y los partidos republicanos de izquierda se hundieron. Los votantes rechazaron claramente la labor de los gobiernos de Azaña, las izquierdas estaban en minoría, y la división de la coalición republicano-socialista que había triunfado en 1931 acentuó su derrota. Como consecuencia, según relató luego Alcalá-Zamora, el ministro de Justicia, Juan Botella, propuso que se anularan las elecciones y, al no encontrar el respaldo de sus compañeros de gabinete, presentó su dimisión. Martínez Barrio, sin embargo, dijo que Botella había dimitido a consecuencia de un enfrentamiento con el ministro de la Gobernación Rico Avello debido a la fuga de March. Por su parte, el más moderado Gordón —ministro de Industria y Comercio y líder del mermado PRRS— exhortó al jefe de gobierno a disolver las Cortes.
Muy distinta fue la actitud del ministro de Comunicaciones —el radical-socialista independiente Emilio Palomo— quien hizo un llamamiento a la alianza de radicales, republicanos de izquierdas y socialistas en la segunda vuelta para frenar el avance de la derecha. Esta tardía reedición de la conjunción republicano-socialista tuvo el apoyo inicial de todos los implicados; el propio jefe de gobierno anunció un pacto con Acción Republicana y PSOE en su circunscripción de Sevilla. Pero la idea fue finalmente rechazada tanto por socialistas como por radicales. Estos últimos se dieron cuenta, a la vista de los resultados de la primera vuelta, de que podían ganar más pactando con la derecha.

El domingo 3 de diciembre se celebró la segunda vuelta, que no solo no cambió el resultado sino que lo acentuó. Lerroux renunció a negociar nuevas coaliciones con las izquierdas; al contrario, optó por pactar con las derechas en algunas circunscripciones y rompió con los radical-socialistas en Alicante. Los partidos que no habían participado en la implantación de la República eran ahora mayoritarios. Algunos dirigentes de la izquierda —como Azaña y Ruiz-Funes— culparon al voto femenino de su derrota. El radical-socialista Gordón hizo autocrítica y atribuyó su mal resultado a no haber sabido diferenciarse de los socialistas. Más determinante pudo ser la llamada a la abstención de la CNT, que tuvo importancia clara en ciertas regiones. Pero lo cierto es que el resultado electoral se explica sobre todo por un claro desplazamiento del voto hacia la derecha.
Se produjeron varios casos de fraude, el más llamativo de los cuales fue en Valencia, con un feroz enfrentamiento entre el Partido de Unión Republicana Autonomista (PURA) —aliado del Partido Radical— y la Derecha Regional Valenciana (DRV) —adscrita a la CEDA—— con la muerte de tres interventores de este último partido. Pese a ello, las elecciones habían sido las más limpias de las celebradas hasta entonces en España. Prueba de ello es que el ministro de la Gobernación —Manuel Rico Avello— y su subsecretario —Justino de Azcárate— no resultaron elegidos. Y el propio presidente del Gobierno fue elegido con apuros.

## Consecuencias inmediatas

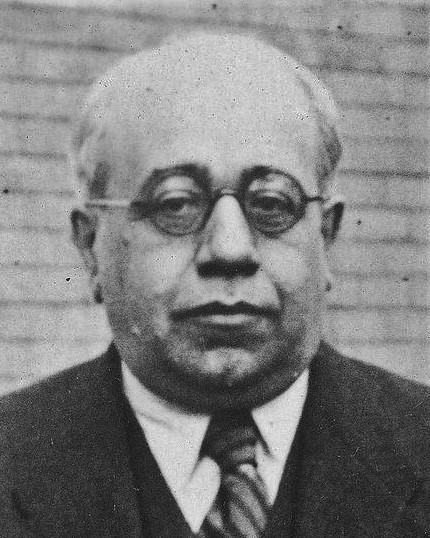
Azaña intentó revertir el resultado electoral.

El resultado electoral dio lugar a llamativas reacciones por parte de los políticos que habían traído la República. Gordón y Sánchez-Román eran partidarios de disolver las nuevas Cortes de inmediato, algo que fue rechazado por los presidentes de la República y del Gobierno. Azaña, Domingo y Casares pretendieron forzar una crisis de gobierno, pero no fueron apoyados ni siquiera por los ministros de los partidos que presidían. Azaña se reunió con Martínez Barrio y le pidió que suspendiera la constitución de las nuevas Cortes, formara un nuevo gobierno integrado por todos los partidos de la izquierda y convocara nuevas elecciones. El jefe de gobierno rechazó la propuesta respondiendo que «saber perder era nuestra obligación inmediata». Unos días más tarde recibió una carta firmada por el propio Azaña junto con Domingo y Casares en la que le pedían la formación de un nuevo gobierno contrario a la nueva mayoría parlamentaria. Argumentaban que el sistema electoral —que ellos mismos habían implantado— perjudicaba a las minorías. Martínez Barrio se negó de nuevo. También el socialista Negrín pidió al presidente que nombrase otro gobierno netamente republicano, elaborase una nueva ley electoral que asegurase el triunfo de la izquierda y convocase nuevas elecciones. Alcalá-Zamora calificó todas estas demandas como «intentos de golpes de Estado».
El Partido Radical había obtenido una buena rentabilidad de sus votos gracias a su hábil política de alianzas, ya que la obtención de cada diputado le costó menos votos que a sus rivales. Pero quedó lejos de sus pretensiones. En sus posteriores memorias, Lerroux culpó de ello a Martínez Barrio y Rico Avello por haber fracasado en su misión. Parece claro que el caudillo radical era más partidario de obtener resultados positivos que de garantizar la limpieza del proceso electoral. Consideraba que, si el presidente de la República le hubiera encargado a él la organización de las elecciones, el resultado hubiera sido mucho más positivo para España ya que el gobierno no hubiera dependido tanto de la derecha.

## La oposición

### Insurrección anarco-sindicalista

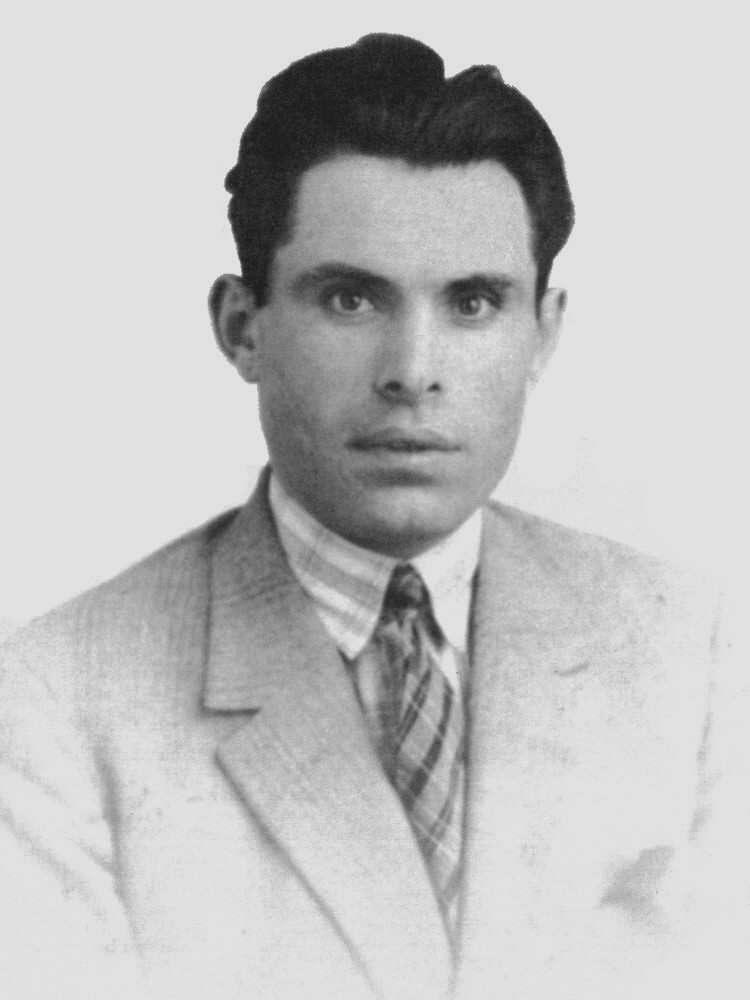
Durruti fue uno de los líderes de la insurrección.

El día 8 de diciembre se constituyeron las nuevas Cortes y el Gobierno continuó en funciones una semana más mientras Lerroux negociaba la formación de un nuevo ejecutivo. En ese período, la CNT promovió una nueva insurrección armada como respuesta al resultado electoral, pese a que ella misma había promovido la abstención. Los dirigentes anarquistas —que ya se habían rebelado varias veces contra la República— programaron una revolución contra el avance «fascista». A partir del mismo 8 de diciembre —día de constitución de las nuevas Cortes— se inició una rebelión cuyo epicentro fue Zaragoza y que se extendió principalmente por Aragón pero tuvo escasa repercusión en otras regiones. Los experimentos de implantación del comunismo libertario en diversos pueblos aragoneses fueron rápidamente sofocados por las autoridades. El ejecutivo en funciones reprimió la insurrección, que ofreció un saldo de catorce policías y setenta y cinco insurgentes muertos. Además de los muertos, hubo setecientos detenidos y un notable descrédito para las ineficientes tácticas insurreccionales de la CNT.

### Los socialistas
El PSOE siguió siendo el principal grupo de la oposición parlamentaria hasta la celebración de las elecciones y, en cierto modo, siguió siéndolo tras ellas. El 25 de noviembre se celebró una reunión conjunta de las ejecutivas del partido y de la Unión General de Trabajadores (UGT). Alarmados no solo por su mal resultado sino también por el avance radical y el primer lugar obtenido por la CEDA, debatieron si esta situación debía ser considerada como la provocación fascista que justificaba seguir la vía revolucionaria. Largo Caballero dijo que la única solución era disolver el Parlamento. Las ejecutivas anunciaron que, «ante el peligro de que el adueñamiento del poder por los elementos reaccionarios les sirva para rebasar los cauces constitucionales en su público designio de anular toda la obra de la República...» las organizaciones obreras «habrían de alzarse vigorosamente» para impedir el «logro siniestro de los propósitos acariciados por las derechas españolas». La acción se presentaba como defensa de la obra de la República y era todavía indeterminada. A su estrategia de hacerse con todo el poder unían la defensa de los logros de los anteriores gobiernos republicanos.
Al día siguiente, 26 de noviembre, se reunió el comité nacional del PSOE en sesión extraordinaria y algunos delegados se pronunciaron a favor de una actuación ofensiva. A iniciativa de Largo, el comité acordó esperar a que la derecha realizara una provocación para poder explicar lo que calificaban como «acción defensiva». Era difícil concertar una unidad de acción entre los socialistas porque Julián Besteiro controlaba la ejecutiva de UGT y se oponía a los proyectos revolucionarios del PSOE, cuya dirección controlaba Largo. Besteiro consideraba que los socialistas carecían tanto de legitimidad como de capacidad para realizar una acción revolucionaria contra el Gobierno a pesar de la victoria electoral de las derechas.
Aunque algunos socialistas pensaron que había que unirse al movimiento revolucionario de la CNT, la comisión ejecutiva del PSOE hizo público un manifiesto en el que rechazaba cualquier vinculación con la intentona de la CNT. Su postura respondía a la convicción de que la revolución socialista habría de ser autónoma y llegar tras una provocación de la derecha.

## Nuevo gobierno
El 16 de diciembre Lerroux presentó su nuevo gobierno de centro-derecha que integraba a su propio Partido Radical, el Republicano Progresista, el Liberal Demócrata y el embrión de lo que poco después fue el Partido Agrario. Puesto que esta coalición no tenía mayoría parlamentaria, contaba con el apoyo externo de la potente CEDA de Gil-Robles. Este mantenía una estrategia de espera para consolidar su liderazgo en la multiforme confederación de diversas fuerzas.